# Coala
El coala (Phascolarctos cinereus) és un marsupial arborícola i herbívor originari d'Austràlia. Es tracta de l'únic representant vivent de la família dels fascolàrctids i els seus parents vivents més propers són els uombats. Habita el litoral oriental i meridional del continent australià (Queensland, Nova Gal·les del Sud, Victòria i Austràlia Meridional). Es caracteritza per tenir el cos corpulent i sense cua i el cap gros, amb orelles rodones i suaus i el nas amb forma de cullera. Fa 60-85 cm de llargada i pesa 4-15 kg. El color del pelatge va des del gris argentat fins al xocolata. En general, els coales del nord són més petits i tenen el pelatge més clar que els del sud. Encara es debat si aquestes poblacions representen dues subespècies diferents.

## Descripció
El coala fa entre 61 i 85 cm i pesa entre 4 i 14 kg. La mida del cos i les proporcions d'un animal adult depenen de l'edat, el gènere, l'alimentació i la regió. Els coales que habiten en climes menys càlids són generalment més grossos i tenen el pelatge més fosc i espès, però hi ha excepcions. El pes mitjà d'aquests animals és de 12 kg per als mascles i 8 kg per a les femelles, si bé a la fèrtil Victòria (Austràlia), un mascle adult pot pesar fins i tot 14 kg i una femella fins a 11 kg. Els coales de la seca Queensland són generalment més petits, amb un pes mitjà dels mascles de 8 kg i de les femelles de 6 kg. Els mascles adults poden ser fins i tot un 50% més grossos que les femelles adultes i, a més de tenir la curvatura del nas més pronunciat, la forma del cap és una mica diferent.
Els seus trets més distintius són un nas fosc que sobresurt i unes orelles grossos, cosa que fa deduir que l'olfacte i l'oïda juguen papers importants en la seva vida. El coala té el cap gros en proporció al cos i la seva massa cerebral és relativament petita.
Tenen un pelatge suau, entre marró i gris platejat. El pelatge dels coales que viuen en llibertat és més adobat que el dels que viuen en captivitat.
Les extremitats anteriors tenen unes urpes esmolades. Cada mà té cinc dits, dos d'ells oposats als altres tres, a semblança del polze humà. Això els permet aferrar-se als arbres amb més facilitat. Les extremitats posteriors no tenen urpa al dit major; el segon i tercer dit estan fusionats per formar un garfi amb el que poden extirpar-se les paparres, una molèstia freqüent.
Els mascles es diferencien de les femelles per la bossa testicular, així com per la glàndula que tenen al pit, que desprèn olor. Les femelles, al seu torn, s'identifiquen per la bossa o marsupi. A més, normalment tenen faccions més suaus i una estatura menor. El marsupi és com el del uombat (un altre marsupial australià): al contrari que en els cangurs, l'obertura es troba a la part inferior.

## Sentits
Com a animals nocturns que són, tenen bones facultats auditives. La seva vista és, tanmateix, més aviat mediocre. El gran nas dels coales és excepcionalment sensible. Els dona informació sobre tot el que concerneix a la supervivència, el seu territori i l'aparellament

## Hàbitat
Les poblacions de coales només poden estendre's si es troben en l'hàbitat adequat. Aquest inclouria els arbres preferits pels coales (principalment eucaliptus, però també d'altres) que han de créixer associats en certa manera sobre un terra adequat, a més de suficients precipitacions. A més, als coales els cal la proximitat d'altres coales.
Un hàbitat amb espai limitat té, òbviament, una capacitat limitada. Si una zona es redueix, queda trossejada o es destrueix completament, disminueix el nombre de coales que hi viuen. La capacitat d'un hàbitat depèn de la consistència dels arbres, la densitat de l'arbratge, les pluges, el clima, el terreny, les formes del paisatge i la superfície total.

## Mode de vida
Els coales viuen als arbres i realitzen la majoria de les seves activitats de nit. No es troben còmodes a terra, on caminen de quatre grapes. Per estalviar energia, dormen fins vint hores al dia, més que els peresosos, que dormen unes 18 hores diàries.

## Amenaces
Els seus depredadors naturals són els dingos, les òlibes, les àguiles, els varànids, els voltors i les serps pitó. Les èpoques de sequera i sobretot els incendis també els poden resultar perillosos. L'acció de l'home ha provocat l'aparició de nous perills, com cotxes, gossos vagabunds, insecticides i piscines. A més, actualment tenen un major risc de contraure gangrena. Les carreteres que travessen territoris de coales són barreres inexpugnables: el coala no pot passar a l'altre costat. L'hàbitat també es redueix a causa de la tala d'arbres, l'extracció d'aigua i la construcció de tanques.

## Alimentació
Els coales s'alimenten gairebé exclusivament de fulles i escorça, així com dels fruits de l'eucaliptus. A tot Austràlia només aprofiten poc més de 70 de les quasi 500 espècies d'eucaliptus conegudes, fins i tot en alguns llocs només cinc o set espècies. Dins d'una zona delimitada normalment no s'aprofiten més de dues o tres espècies d'eucaliptus com a font d'aliment. Molts altres arbres, inclosos els que no són eucaliptus, són usats per a altres finalitats (per exemple, descansar o dormir) i ocasionalment com a fonts d'alimentació.
Un coala adult necessita entre 200 i 400 grams de fulles al dia. Són molt exigents a l'hora d'escollir els aliments: primer estiren un braç i agafen amb molta cura algunes de les fulles elegides; després les ensumen amb compte abans de donar-les una bocada; i finalment, les masteguen fins a convertir-les en una pasta i se les empassen. Els coales beuen poc sovint; hi ha un mite molt estès segons el qual coala significa ‘no beu’ en una llengua aborigen, però és fals. Sadollen la set fonamentalment a través de l'abundant aigua dels fulls d'eucaliptus. També obtenen aigua de la rosada i de la pluja. No obstant això, a les estacions seques i malgrat els riscs que corren, van fins a les zones d'abeuratge.
Les dents del coala estan adaptades per menjar fulles d'eucaliptus: recullen les fulles amb els incisius superiors i inferiors, i el buit entre els incisius i els queixals els permet moure-les d'un costat a l'altre amb la llengua sense mossegar-se. Els queixals tenen una forma especial que també trosseja el menjar, en lloc de sols triturar-lo. D'aquesta manera, les dents extreuen la humitat de les fulles i en destrueixen la fibra, de manera que faciliten la digestió.
L'eucaliptus els aporta sucres, midó, greixos i proteïnes. En un procés digestiu relativament llarg, s'extreuen l'aigua i els aliments aprofitables. Com que els seus aliments són difícils de digerir, poc energètics i fins i tot tòxics, els coales tenen un apèndix molt llarg (de fins a 2,5 metres). Aquí els bacteris ajuden a digerir les fibres i permeten que es doni una espècie de fermentació. A més, el seu lent metabolisme fa que s'emmagatzemi l'eucaliptus durant bastant temps, en el qual es perd la majoria de l'energia. Així, els porta a un baix consum d'energia, que és inferior al de la resta dels animals herbívors.

## Vida als arbres
Els coales passen la major part del temps als eucaliptus. Aquests animals corpulents i musculosos són uns grans grimpadors gràcies al seu cos petit i rodanxó, unes extremitats relativament llargues, amb mans, peus i grapes adaptades a la necessitat d'agafar-se i balancejar-se en les branques. Instintivament, els coales intenten protegir-se del perill enfilant-se a les branques dels arbres. A les zones urbanitzades, s'enfilen per parets, tanques, fanals i rètols dels carrers.
Per pujar a un arbre, salten des del terra, s'agafen a l'escorça amb les urpes i s'enfilen. Pugen i baixen dels arbres sempre amb el cap cap a dalt. Normalment, descendeixen lentament, ja que només utilitzen una pota. Generalment, sols baixen d'un arbre per arribar a un altre: a terra els sotja la majoria dels perills. Quan caminen, avancen primer la mà dreta, després el peu esquerre, la mà esquerra i finalment el peu dret. Quan corren, mouen peus i mans alhora.
Alguns coales romanen més temps a terra que d'altres. Aquest comportament depèn de la mida del territori i de la distància entre els arbres. Sovint, a les proximitats de les zones urbanitzades han de recórrer més distància per terra que en entorns més tranquils.
En els arbres segurs i còmodes, els coales es mostren tranquils. La seva actitud depèn de la condició de les forquilles de les branques, de les condicions meteorològiques i de l'hora del dia. Com que el temps canvia constantment durant el dia en un bosc australià, els coales poden buscar llocs diferents: al sol, a l'ombra, en una zona de vent fred o en llocs arrecerats del vent o de la pluja.
Els coales poden estar còmodes sobre una branca durant una hora. Mentre dormen, se subjecten a les forquilles per no caure. El pelatge de les natges, que és especialment espès, els fa de coixí i permet recolzar-se a les branques més dures. En els dies freds, humits i ventosos, els coales s'enrotllen com una bola per ocupar menys espai i desprendre la menor calor possible. Quan plou, l'aigua llisca pel llom dels coales com succeeix amb els ànecs. En els dies calorosos i secs, els coales no pateixen, ja que el pelatge del pit, que és clar i llarg, absorbeix la calor.

## Comportament social

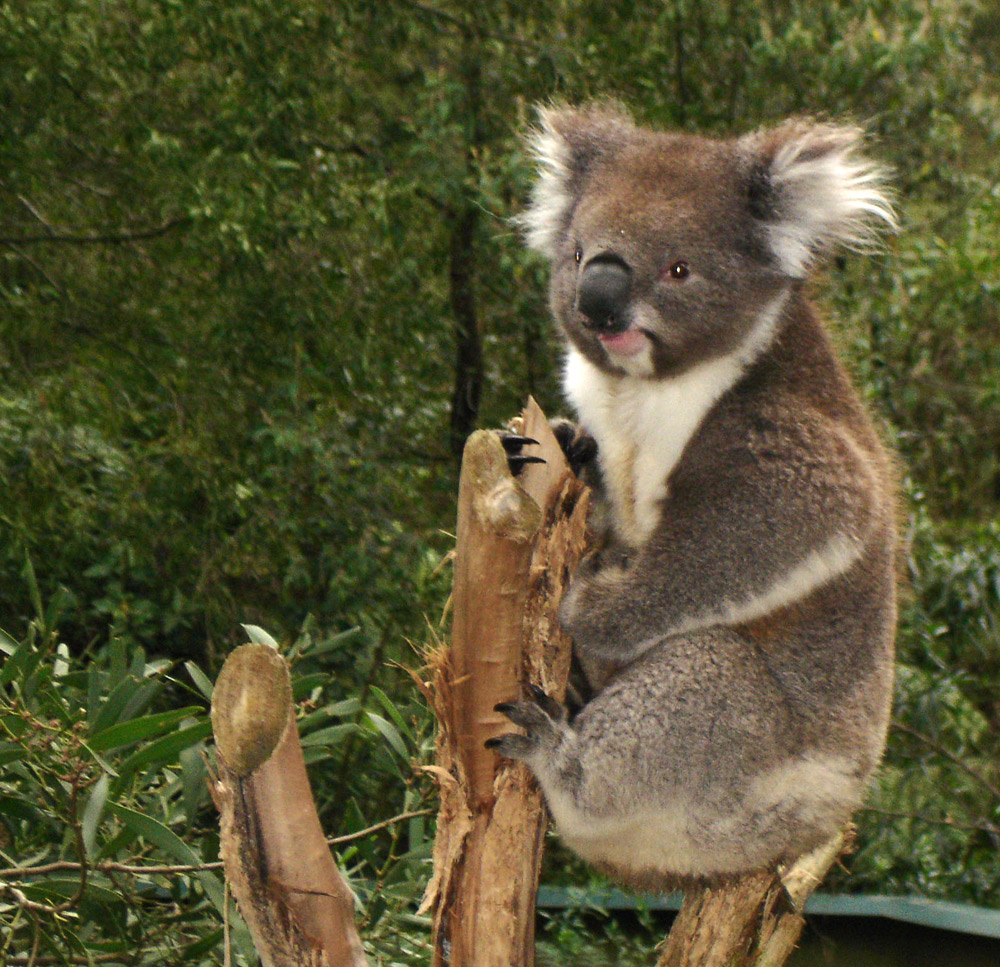
Coala en el santuari de Healsville (Austràlia)

Les poblacions de coales tenen un sistema de comunicació i organització complex, que els garanteix la cohesió social. Malgrat que són solitaris (excepte en la fase d'aparellament), s'organitzen en poblacions estables amb una jerarquia social que influeix en el repartiment del territori i en la conducta. Si l'ordre es desestabilitza, influeix en el grup.

## Territori
Cada coala estableix el seu propi territori, la mida del qual depèn de diversos factors: sexe, edat, posició social i qualitat i resistència del terreny. En una població socialment estable, les dimensions del territori individual garanteixen suficients arbres adequats per proveir el coala d'aliments i protecció. Els coales poden romandre al seu territori durant tota la vida, excepte en els casos de catàstrofes i alteracions de l'hàbitat. Canvien sovint d'arbres dins del seu territori per menjar, buscar refugi o mantenir el contacte social. A més, deixen marques d'olor per delimitar el seu terreny.
En una població estable, els territoris dels veïns s'encavalquen. Els mascles prefereixen territoris limítrofs amb territoris de femelles. Si s'encavalquen territoris de mascles, eviten el contacte. El territori d'una femella pot limitar amb qualsevol del dos sexes. Els coales joves abans d'emigrar consideren el territori de la seva mare com a propi. Generalment, els territoris dels mascles són més extensos que els de les femelles.
Alguns arbres, sovint marcats amb excrements, serveixen de lloc de trobada, raó per la qual tenen un paper decisiu en l'estabilitat de la població. Mentre els coales mascles marquen el seu territori amb l'olor de les seves glàndules mamàries, les coales femelles usen l'olor de la seva orina.
Si un coala mor, el seu territori passa a ser d'un congènere. Per això, les fronteres continuen sent pràcticament les mateixes. Abans d'establir un territori fix, els coales joves solen recórrer la perifèria d'una colònia durant un mes. D'aquesta manera, prenen possessió de nombrosos territoris abandonats. Als boscos tenen lloc les lluites pel territori, especialment durant el període d'aparellament.

### Emigració i expansió
En algun moment, als coales joves se'ls força a abandonar el territori de les seves mares: altrament hi competirien per a obtenir aliments i altres recursos. Normalment, això succeeix cap als 18 mesos. Com que no totes les femelles es reprodueixen cada any, alguns animals joves es poden quedar amb la mare dos o tres anys. Els coales que emigren busquen un hàbitat desocupat, a prop d'altres coales, normalment a la perifèria d'una zona de població establerta.
De vegades, els coales que busquen territoris estan obligats a recórrer grans distàncies per trobar-ne un d'apropiat. Aquestes emigracions proporcionen l'intercanvi genètic entre els grups d'aparellament limítrofs i, per tant, garanteixen la diversitat genètica de les poblacions.
Avui dia, a causa de la intervenció humana, es dificulta l'emigració i expansió dels coales a molts dels territoris. Els hàbitats disponibles són limitats i fragmentats, motiu pel qual els coales joves no poden trobar territoris adequats. Així, o bé viuen en males condicions, o han de continuar buscant un altre territori. Això pot comportar l'exhauriment dels aliments, la mort dels arbres i la decadència de la població.

## Comunicació
Els coales compten amb una àmplia varietat de sons que els permeten comunicar-se a grans distàncies. Tant les femelles com els mascles criden quan tenen por. Emeten un soroll fort, com el d'un bebè quan vol menjar, que es produeix en situacions d'estrès i normalment sol anar acompanyat de tremolors. Els mascles produeixen una espècie de ronc tant per manifestar la seva presència com per demostrar la seva posició social. Sovint sona com un soroll llunyà, semblant a l'arrencada d'una moto o el gruny d'un porc. S'estalvien la despesa energètica que emprarien en una lluita mitjançant l'ús dels sons per establir la seva posició dominant. Durant el període d'aparellament criden molt perquè els altres animals percebin la posició del que crida.
Les femelles no udolen tant com els mascles. Tanmateix, els seus crits serveixen tant com avís d'agressió o com a part del seu comportament sexual. Poden ser dolços quan intercanvien uns suaus xiscles amb les seves cries; però també, amenaçadores quan grunyen expressant el seu enuig o el seu malestar. De vegades se'ls pot sentir emetre un so semblant al cantussol o al murmuri d'una persona.

## Malalties
Els coales tenen un sistema immunitari molt feble, que els fa propensos a tota mena de problemes, com malalties respiratòries, digestives i urogenitals, úlcera d'estómac, càncer, deshidratació i atròfia muscular. Així mateix, tenen una gran tendència a patir d'estrès que, sumada a la seva gran activitat durant l'època d'aparellament, provoca que siguin més vulnerables a les malalties en aquell període. A més, solen patir infeccions de clamídia. Quan plou, als coales malalts se'ls queda el pelatge humit. A més, són molt susceptibles a les paparres. Per si no n'hi hagués prou, els coales més vells poden arribar a morir de gana pel desgast de les seves dents, ja que no són capaços de continuar mastegant les fulles.

## Reproducció

### Època de reproducció
Els coales assoleixen la maduresa sexual als dos anys. Tanmateix, els aparellaments es comencen a donar normalment entre un o dos anys després. En general, les femelles s'aparellen abans que els mascles, ja que els mascles dominants grans mantenen allunyats els més joves. No és clar si són els mascles els que van a la recerca de les femelles o si ocorre al contrari. Possiblement això depèn de l'estatus de l'animal en la jerarquia social. Els mascles dominants han de mantenir la seva posició davant altres mascles i controlar les seves femelles. No obstant això, també es dona el cas de femelles en zel que van a la recerca d'un mascle dominant.

### Aparellament i fecundació
L'època d'aparellament del coala dura aproximadament des de setembre fins a març (l'estiu austral), encara que hi ha diferències regionals. En aquesta època, les femelles poden acoblar-se en repetides ocasions. Les cries d'un any que encara són lactants no s'acoblen. Tanmateix, de vegades aquestes cries es troben entre un mascle a la recerca d'una femella i la seva mare, i si ja han crescut són expulsades del territori de la seva mare i han de buscar un altre lloc per viure.
En aquesta època els coales són molt més actius. Amb freqüència, els mascles són molt agressius durant l'època d'aparellament i solen fer-se mal amb les seves grapes afilades. Els mascles dominants s'acoblen amb totes les femelles que tinguin al seu abast i defensen la seva posició com sigui possible, encara que els altres mascles també busquen la seva oportunitat.

### Gestació, naixement i cria
La gestació dura 35 dies. En néixer, la cria s'arrossega sola des de la cloaca fins al marsupi on s'aferra a un dels dos mugrons de la mare. Neix cega i sense pèl, pesa menys d'un gram i fa uns 2 centímetres. Al marsupi hi ha un múscul que evita que la cria caigui. Normalment neix una cria a l'any, a l'estiu, i passa entre sis i set mesos dins del marsupi, mamant i creixent.
Al voltant de les 22 setmanes de vida, obre els ulls i comença a mirar tot el que ocorre fora del marsupi. Entre les 22 i les 30 setmanes comença a prendre, a més de la llet, una espècie de pasta provinent de l'anus de la mare. Això proporciona la flora intestinal necessària per a fer el decisiu canvi de la llet a les fulles d'eucaliptus, que s'aniran convertint a poc a poc en l'alimentació principal de la cria fins que, més gran, abandoni el marsupi i comenci a menjar ajaguda a la panxa de la mare.
En tot aquest temps aprèn a agafar les fulles amb les mans i a ensumar-les amb compte abans de menjar-se-les. Tanmateix, continuarà alimentant-se amb llet materna fins que tingui un any. A causa de la seva gran mida, la cria ha de treure la mama per l'obertura del marsupi. Quan comença a alimentar-se amb fulles, la cria es desenvolupa a major velocitat i el seu cos es fa més rodanxó. A partir de llavors, la mare comença a portar la cria a l'esquena, encara que aquesta continua buscant protecció a la borsa. Quan es fa major, realitza les seves primeres excursions al voltant de la seva mare.
Entorn dels 12 mesos, la cria ja és prou capaç de valer-se per si mateixa, per la qual cosa la seva mare pot tornar a quedar-se prenyada. Si torna a parir, la mare deixa d'alletar i carregar la cria, encara que admet que romangui a prop, fins que comenci les seves primeres excursions. Normalment, la mare foragita la cria a partir dels 18 mesos. No obstant això, si la mare no torna a quedar prenyada, la cria pot seguir sota la protecció materna fins als tres anys. Una vegada que la mare la foragiti, aquesta ha de marxar.
Les femelles que viuen en estat salvatge solen arribar als 15 anys. Els mascles, tanmateix, viuen una mitjana de 10, ja que sovint es danyen en les seves baralles i normalment han de desplaçar-se per viure en zones en pitjors condicions. En general, els coales que viuen en llibertat tenen menor esperança de vida que els que coales en captivitat (les femelles captives assoleixen els 19 anys). Especialment curta és la vida dels coales que habiten en àrees suburbanes o prop d'una autopista. Aquí l'esperança de vida d'un mascle es redueix fins i tot a dos o tres anys.

## Evolució
Els coales són marsupials que pertanyen, dins de l'ordre dels Diprodontia, al subordre dels Vombatoidea, que també inclou els uombats. Els coales són, avui en dia, els únics representants que queden de la família dels Phascolarctidae.
Els primers fòssils de la família dels coales daten d'uns 25 milions d'anys. No obstant això, se n'han trobat molt pocs i, majoritàriament, consisteixen sols en dents i ossos. Es creu que els representants dels tres gèneres (Perikoala, Madakoala, Litokoala) també vivien en arbres i menjaven fulles i el seu aspecte no era gaire diferent del dels coales actuals (Phascolarctos cinereus).
Un motiu pel qual s'han descobert tan pocs fòssils seria que els primers coales eren molt escassos. Probablement es devien alimentar de les fulles dels arbres predecessors de l'eucaliptus actual, que devien ser molt dispersos als boscos australians d'aquells temps. Després es produí una glaciació i una aproximació molt lenta del continent a l'equador, que va provocar que la terra s'assequés. A partir de llavors, l'eucaliptus s'estengué i es va anar convertint en l'arbre principal dels boscos d'Austràlia. A partir de llavors els coales es van poder desenvolupar millor. Es creu que el coala i l'eucaliptus han evolucionat junts durant milions d'anys i que, fins que els aborígens van començar a caçar-lo, aquests animals s'havien estès molt més que els seus antecessors.

## Els coales i els homes
Al llarg de la història, la relació dels homes amb els coales ha estat subjecta a grans oscil·lacions. Els indígenes australians no consideraven el coala ni més ni menys important que els altres animals del seu entorn; tanmateix, els primers colons europeus del continent el veien com una curiositat i aviat van començar a caçar-los pel seu pelatge. Avui dia són un símbol australià reconegut arreu del món.

### Aborígens
Els aborígens caçaven coales per la seva carn i pel seu pelatge. Existia una llegenda transmesa oralment sobre el coala en la qual s'explicaven les seves peculiaritats físiques. Era un símbol totèmic usat freqüentment i qui el tenia com a tòtem no podia matar-lo. El coala fou considerat part de la creació del Temps dels Sons.
La paraula coala prové d'una de les moltes llengües aborígens i se sol traduir (erròniament) per no beu. Altres noms que els aborígens usaven per designar aquests animals són: kalvain, kulevon, kolo, kola, kuhla, kaola, burabí i goribun.

### Després de l'arribada dels europeus

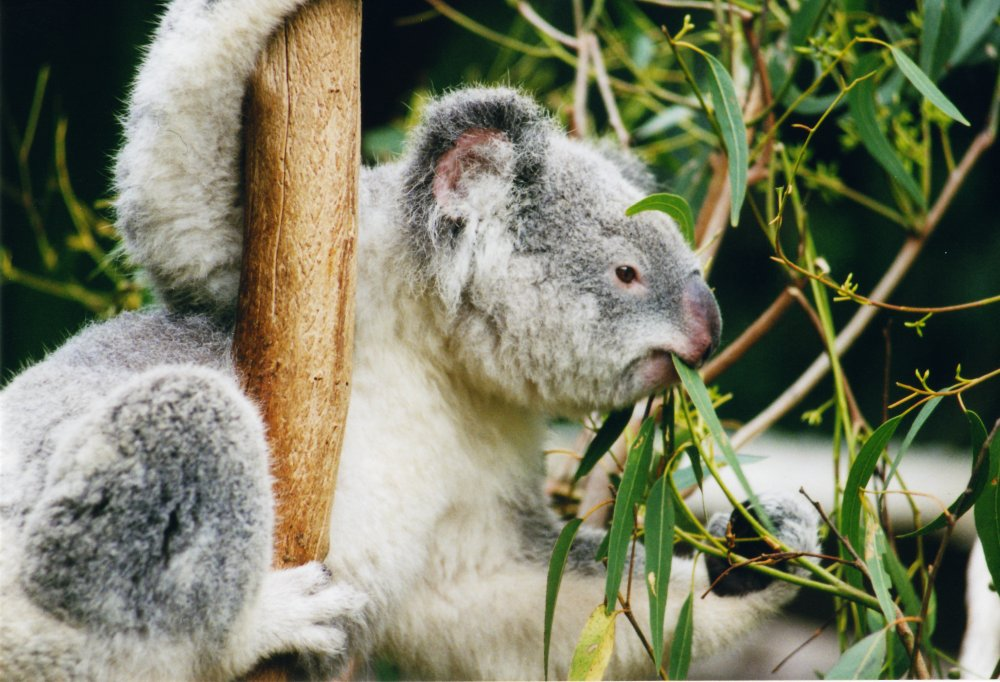
Un altre coala

Els colons europeus consideraven els coales una raresa del continent australià. Poc després de la seva arribada i després d'esbrinar com els aborígens caçaven coales, els europeus van matar més de cent mil d'aquests animals. La pell de coala es va convertir en un dels articles més sol·licitats al mercat mundial.
El 1919 el govern d'Austràlia va declarar oberta la temporada de cacera de coales (i cangurs arborícoles) per un període de sis mesos, en el qual es van sacrificar més d'un milió de coales. Aquesta matança va produir tanmateix protestes públiques, gràcies a les quals es va crear una veda que protegia els coales. No obstant això, continuaven sent perseguits il·legalment durant tot l'any. El 1924 els coales s'havien extingit a Austràlia Meridional; la xifra havia disminuït dràsticament a Nova Gal·les del Sud i a Victòria s'havia reduït la població de coales a 500 exemplars. Per això el negoci de les pells es va traslladar cap a Queensland.
L'agost de 1927 el govern, amb l'esperança de captar vots, va permetre que la cacera dels coales es reobrís. En tan sols 31 dies, van morir aproximadament 800.000 coales a les mans de caçadors, la qual cosa portà a un gran aixecament popular. Per aquesta època es va destruir el 80% dels seus antics hàbitats. A final de la dècada dels anys 1930 es va crear una disposició que aplanava el camí per protegir els coales i fou declarat espècie protegida a tota Austràlia el 1937.

### Importància actual
Avui dia el coala és un animal que crida molt l'atenció del públic. És, al costat del cangur, símbol d'Austràlia. A causa de la seva bellesa poc comuna s'ha fet molt popular a tot el món. Les seves orelles suaus i el seu gran nas li confereixen, junt amb el seu caràcter amigable, una gran semblança amb els ossets de peluix.
En temps dels aborígens australians, el coala només era considerat com a portador de pell; tanmateix, a començaments del segle xx, amb l'arribada del nacionalisme, fou considerat símbol australià. En pocs anys aparegueren diversos dibuixos de coales com Blinky Bill i Bunyip Bluegum. Era descrit com un personatge comunicatiu i molt divertit. Els personatges com Blinky Bill solien mostrar les debilitats i les contradiccions de l'ésser humà. El coala des de llavors va passar a representar la personificació del caràcter dels australians. Molts dels dibuixos i caricatures de coales servien per descriure totes les característiques generals com l'orgull nacional, la maternitat, el valor i la humilitat. Això arriba fins als nostres dies.

### Amenaces actuals
Antigament la pell suau i duradora dels coales era molt popular, per això la població es va reduir considerablement. Tot i que ara estan protegits, gairebé 4.000 coales que viuen en zones urbanes moren cada any a mans dels humans. Així, tres de cada quatre animals que moren en accidents són coales (un 75 per cent).
L'evacuació dels coales cap a l'Illa Cangur ha portat a un augment tan intens de la població de l'illa que ara l'arbre d'eucaliptus i una gran llista d'altres animals hi estan amenaçats. Això succeeix pels seus hàbits alimentaris: els coales es mouen molt poc i s'alimenten directament de les branques sobre les quals seuen. Un programa de trasllat de la població va fracassar en no tenir en compte les necessitats dels coales i, per tant, es va tornar a la situació anterior.
Des d'aquell moment les poblacions de coales no poden sustentar-se per si mateixes. Cada població s'ha adaptat als seus hàbitats i cada districte és únic. Les zones previstes han de ser apropiades i prou grans per a les poblacions de coales. Tanmateix, això no es va observar durant les proves de trasllat de la població de coales. Un altre problema addicional és que gairebé el 80% dels coales viuen en terrenys particulars. Una de les causes principals del descens dels hàbitats pels coales és la desaparició dels boscos. Segons càlculs de l'Associació Australiana del Coala, si no es prenen mesures eficaces de protecció, els coales podrien extingir-se abans de l'any 2080.

### Conducta en captiveri
El 1920, el Koala Park de Sydney, fou el primer lloc on es van mantenir coales en captiveri per exhibir-los al públic. Des de llavors no han deixat de mostrar-los en gàbies.
En contrast amb el que passava a Austràlia, als parcs zoològics europeus no es van exhibir gaire coales degut, principalment, a la dificultat de trobar l'eucaliptus suficient i que a més, fos adequat per alimentar els animals.
Als tancats, els coales poden mostrar un comportament violent, ja que, a causa de les condicions d'estretor i calor no es troben còmodes. Els coales capturats poden considerar-se animals domèstics: per exemple, udolen si el guardià els porta fulles noves. No obstant això també demostren certs comportaments socials característics dels animals salvatges, com ara els comportaments territorials i la jerarquia dels mascles.